# Vuelo 470 de LAM Aerolíneas de Mozambique
El vuelo 470 de LAM Aerolíneas de Mozambique era un vuelo de pasajeros programado del Aeropuerto Internacional de Maputo, Mozambique, que se estrelló en el parque nacional de Bwabwata en Namibia en el camino al Aeropuerto Internacional Quatro de Fevereiro, Angola. La aeronave despegó a tiempo, pero no pudo llegar a su destino. Los restos de la aeronave fueron encontrados al día siguiente, el 30 de noviembre de 2013 en el parque nacional de Bwabwata en al norte de Namibia, a medio camino entre su salida y el aeropuerto de su llegada prevista. Todas las 33 personas, entre ellas 6 tripulantes, que estaban a bordo del avión murieron.
Fue el primer accidente mortal para la aerolínea desde 1970, y el más mortífero para Mozambique desde el avión presidencial Tupolev Tu-134A-3 que transportaba al presidente de Mozambique Samora Machel y que se estrelló en 1986. El 21 de diciembre de 2013 autoridades aeronáuticas mozambiqueñas revelaron que el derribo del vuelo 470 fue intencionado por parte de uno de los pilotos. Es considerado como el peor accidente aéreo involucrado en una aeronave Embraer.

## Aeronave
El avión implicado en el accidente era un Embraer 190 de un año y dos meses con número de serie 581 del fabricante brasileño, registrado como C9-EMC y bautizado Chaimite. Construido en octubre de 2012 fue entregado a LAM Mozambique Airlines en noviembre de 2012 y desde entonces había acumulado 2.905 horas de vuelo en 1.877 ciclos de vuelo. El aparato contaba con dos motores General Electric CF34-10E. El fuselaje y los motores fueron inspeccionado por última vez el 28 de noviembre de 2013, un día antes del accidente.

## Causa
El avión se desplazaba a una altitud de 38.000 pies (11.582 m), sobre el espacio aéreo de Botsuana a medio camino entre Maputo y Luanda, cuando bruscamente comenzó a perder altura. El avión descendió rápidamente a una velocidad de cerca de 100 pies (30 m), por segundo mientras estaba siendo rastreado por el radar. El rastro de la aeronave se perdió de las pantallas a 3.000 pies (914 m), sobre el nivel del mar. El último contacto con el control de tráfico aéreo se realizó a las 13:30 CAT (11:30 UTC) sobre el norte de Namibia durante fuertes lluvias que azotaban la ruta del aparato accidentado.

## Pasajeros y tripulación
Mozambique Airlines confirmó que 33 personas en total se encontraban a bordo del aparato (27 pasajeros y 6 tripulantes). El subcomisionado Willy Bampton de la policía de Namibia declaró que ninguno de ellos sobrevivió al accidente y que «el avión (fue) reducido a cenizas».
| Nacionalidad | Total |
| ------------ | ----- |
| Mozambique   | 10    |
| Angola       | 9     |
| Portugal     | 5     |
| Francia      | 1     |
| Brasil       | 1     |
| China        | 1     |
| Total        | 27    |

La tripulación estaba compuesta por dos pilotos, tres sobrecargos y un técnico. El capitán Herminio dos Santos Fernandes, sumaba 9.053 horas de vuelo en total, mientras que el primer oficial había acumulado 1.418 horas de experiencia de vuelo.

## Investigación
El 21 de diciembre de 2013, el Instituto Nacional de Aviación Civil de Mozambique (Instituto Moçambicano de Aviação Civil, AIMC) cabeza João Abreu presentó el informe preliminar de investigación, según el cual el capitán Herminio dos Santos Fernandes tuvo una «clara intención» de estrellarse el avión y cambiar manualmente su configuración del piloto automático, lo que lo convierte en un suicidio por parte del piloto. Después de que el copiloto dejó la cabina, pasaron dos minutos antes de que el capitán decidiera cerrar la puerta, y pasó un minuto más antes de que iniciara un descenso. El psicólogo piloto de la NTSB, Malcolm Brenner, declaró que durante este período el capitán probablemente estaba «pensando en la vida» y contemplando si podía llevar a cabo tal acción. Según los informes, la altitud prevista de la aeronave se cambió tres veces de 38.000 pies (11.582 m) a 592 pies (180 m), esta última por debajo del nivel del suelo, y la velocidad también se ajustó manualmente. La grabadora de voz de la cabina capturó varias alarmas que se dispararon durante el descenso, así como repetidos golpes fuertes en la puerta del copiloto, que estaba bloqueado fuera de la cabina. Contrariamente a las regulaciones de Mozambique Airlines, ningún miembro de la tripulación de cabina estuvo desplegado en la cabina durante el tiempo de ausencia del copiloto. 
Las investigaciones del piloto de la aeronave revelaron que el Capitán Fernandes había sufrido varios golpes anímicos antes del accidente. Su hijo murió en un presunto suicidio en noviembre de 2012; Fernandes no asistió a su funeral. El primer aniversario de la muerte del hijo de Fernandes ocurrió casi exactamente en la fecha del accidente. Su hija también estaba en el hospital para una cirugía cardíaca en el momento del accidente, y su proceso de divorcio no se resolvió durante más de una década.
A pesar de la conclusión del IACM, la Asociación de Operadores Aéreos de Mozambique (AMOPAR) cuestionó el informe preliminar, explicando que las maniobras del Capitán Fernandes fueron del manual de procedimientos operativos estándar emitido por Embraer (el fabricante de la aeronave accidentada) sobre cómo «actuar en situación de emergencia para evitar desastres». Según el documento de AMOPAR, el Gobierno de Mozambique no había cumplido con las normas y recomendaciones de la Organización de Aviación Civil Internacional (OACI) «sobre la divulgación, contenidos y procedimientos relacionados con el informe preliminar de la investigación del accidente del vuelo 470».
El 15 de abril de 2016, la DAAI publicó su informe final en el que encontró que las entradas a los sistemas de vuelo automático por parte de la persona que se cree que es el capitán, quien permaneció solo en la cabina de vuelo cuando la persona que se cree que era el copiloto solicitó ir al lavabo, hizo que la aeronave se apartara del vuelo de crucero, pasara a un descenso controlado sostenido y posteriormente se estrellara.

## Dramatización
Este accidente fue presentado en la vigésima temporada de la serie Mayday: catástrofes aéreas, en el episodio «Asesino en la cabina».